# Příbram na Moravě
Příbram na Moravě, bis 2001 Příbram (deutsch Pschibram, auch Przibram) ist eine Gemeinde in Tschechien. Sie liegt zwölf Kilometer südöstlich von Velká Bíteš und gehört zum Okres Brno-venkov.

## Geographie
Příbram na Moravě befindet sich in der Bobravská vrchovina zwischen Tälern der Bäche Habřina und Příbramský potok. Westlich des Dorfes liegt ein Militärgelände.
Nachbarorte sind Březina und Zbraslav im Norden, Litostrov, Mariánské Údolí und Říčany im Nordosten, Zastávka im Osten, Babice u Rosic und Zakřany im Südosten, Lukovany im Süden, Vysoké Popovice und Rapotice im Südwesten, Lesní Jakubov im Westen sowie Újezd u Rosic im Nordwesten.

## Geschichte
Die erste schriftliche Erwähnung des Ortes erfolgte im Jahre 1237 in einer Urkunde Wenzels I. über die Abtretung mehrerer Dörfer an die Kirche St. Peter in Brünn, bei der Václav von Příbram als Zeuge auftrat. Příbram gehörte im 14. Jahrhundert zur Herrschaft Vysoké Popovice und wurde 1482 von Hynko von Kukwitz erworben, der es an seine Herrschaft Rossitz anschloss. Nachfolgende Besitzer waren u. a. die Herren von Zierotin, Pernstein und ab 1540 das Geschlecht von Lipá. Nach dem Dreißigjährigen Krieg wurden im Hufenregister (Lánský rejstřík) für Příbram acht bewohnte und elf verlassene Anwesen aufgeführt. 1733 bestand das Dorf aus 33 Chaluppen. Nach der zum Ende des 18. Jahrhunderts erfolgten Entdeckung des Steinkohlenlagers im Rossitz-Oslawaner Becken wurde im Marienthal westlich von Příbram der Steinkohlenbergbau aufgenommen. Zu dieser Zeit begann auch der Zuzug von Bergleuten. Später entstand bei der Ausspanne Zastawka die Ansiedlung Segen Gottes.
Nach der Aufhebung der Patrimonialherrschaften bildete Příbram ab 1850 einen Ortsteil der Gemeinde Popovice im Brünner Bezirk. 1870 wurde Příbram eigenständig. Am 5. September 1875 wurde die neue Gemeinde Segen Gottes (Boží Požehnání) gebildet, zu der auch Příbram Teile seiner Fluren abtreten musste. 1881 kaufte Moritz von Hirsch-Gerreuth das Schloss Rossitz und die zugehörigen Güter. Von dessen Witwe Klara ging der Besitz an ihren Adoptivsohn Moritz Arnold Deforest-Bischoffsheim über, der seinen Namen 1905 in De Forest änderte. Im Jahre 1898 erhielt Příbram mit der Straße von Popovice einen ersten Straßenanschluss. 1921 wurde die Gemeinde dem Okres Brno-venkov zugeordnet. Die meisten der Einwohner arbeiteten in Segen Gottes und mussten durch den Wald zur Arbeit gehen.
1923 wurde deshalb die Straße über Brodek bis zum Hegerhaus fortgeführt, wo sie die Straße von Velká Bíteš nach Zastávka erreichte. Zum Ende des Zweiten Weltkrieges hielt die Wehrmacht nach der Einnahme von Brünn durch die Rote Armee Příbram besetzt, um die für den Rückzug wichtige Straße nach Heinrichs zu sichern. Nach dem Vormarsch der Roten Armee in der Nach zum 9. Mai 1945 fanden Artilleriekämpfe statt, bei denen einige Häuser von Příbram niederbrannten und drei Einwohner starben. Im Jahre 1948 wurde die Gemeinde dem Okres Rosice zugeordnet. Nach dessen Aufhebung kam Příbram 1961 zum Okres Brno-venkov zurück. Seit 2001 führt die Gemeinde den amtlichen Namenszusatz na Moravě.

## Gemeindegliederung
Für die Gemeinde Příbram na Moravě sind keine Ortsteile ausgewiesen. Zu Příbram na Moravě gehört die Ortslage Brodek.

## Sehenswürdigkeiten
- Kapelle des hl. Florian und der Jungfrau Maria, erbaut 1994–1999 nach Plänen des Brünner Architekten Aleš Fiala. Am 22. Mai 1999 wurde sie durch Bischof Vojtěch Cikrle geweiht.

## Söhne und Töchter der Gemeinde
- Lumír Macholán (* 1931), Biochemiker und emeritierter Professor der Masaryk-Universität
- Rajmund Habřina (1907–1960), Dichter und Essayist
- Richard Hájek (* 1950), Diplomat und ehemaliger Militärattaché in Israel